# Фамилёк
Фами́лёк (пол. Familok, от нем. Familie — семья) — наименование в Польше многоквартирного жилого дома, предназначенного для рабочих и среднего технического персонала тяжёлой промышленности и их семей, преимущественно для шахтёров и сталеваров. Классические дома такого типа строились в конце XIX и начале XX веков в городах, где основывались крупные производства.
Двух-трёхэтажные дома этого типа, как правило, строились из кирпича. В первое время их появления дома были лишены канализации. Отхожее место в это время оборудовалось поблизости от домов. На подворье для каждой семьи строились сараи с погребами, где хранились продовольственные запасы. Водопровод был локализован на лестничной площадке. Типичная квартира имела площадь около 35 квадратных метров и состояла из кухни и спальной комнаты. Иногда в квартире оборудовалась кладовка. Семейная жизнь концентрировалась на кухне. Спальная комната служила для сна и имела представительскую функцию. В квартирах проживало от 6 до 8 человек. В более позднее время в домах стали оборудовать общий туалет, как правило, на втором этаже.
В городах Верхней Силезии строились целые улицы и кварталы домов этих типов. Отличительной архитектурной моделью верхнесилезских домов «фамилёк» являются оконные рамы с художественными элементами и наличие подоконников. Иногда фасад этих домов в Верхней Силезии красились в ярко-красный или зелёный цвет.
Проживание в домах этих типов как в прошлом, так и в настоящем считается в Польше принадлежностью к низшей социальной группе. Жители этих домов формировали своеобразную городскую культуру. Описание домов «фамилёк» часто встречается в польской культуре и литературе.
В настоящее время благодаря своей исторической и архитектурной значимости дома этих типов во многих польских городах реставрируются и консервируются. В некоторых местностях комплексы этих домов внесены в реестр охраняемых памятников.